# Erica alticola
Erica alticola är en ljungväxtart som beskrevs av Guthrie och Bolus. Erica alticola ingår i släktet klockljungssläktet, och familjen ljungväxter. Inga underarter finns listade i Catalogue of Life.